# Clarias ngamensis
Clarias ngamensis is een  straalvinnige vissensoort uit de familie van kieuwzakmeervallen (Clariidae). De wetenschappelijke naam van de soort is voor het eerst geldig gepubliceerd in 1861 door Castelnau.
De soort staat op de Rode Lijst van de IUCN als niet bedreigd, beoordelingsjaar 2009.